# François de La Boullaye-Le Gouz
François de La Boullaye-Le Gouz (1623 – 1668), foi um aristocrata e explorador francês.
Ele publicou um diário de viagem em francês, enriquecido com relatos em primeira mão da Índia, Pérsia, Grécia, Oriente Médio, Dinamarca, Alemanha, Holanda, Inglaterra, Irlanda e Itália. É considerado um dos primeiros verdadeiros livros de viagens, pois contém informações úteis para viajantes reais.
Em 1647, visitou Viterbo e conheceu o nobre italiano Federico Capponi. Quando regressou à Itália em 1650, Federico tinha morrido, por isso La Boullaye encontrou-se com o seu parente, o Cardeal Luigi Capponi e dedicou a primeira edição impressa da sua obra ao Cardeal. O prefácio traz uma ilustração do aventureiro que apresentou a obra a Capponi.
Ele morreu em Ispahan, Irã.